# Chile, la alegría ya viene
Chile, la alegría ya viene è una campagna pubblicitaria di Eugenio García per sostenere il comitato del "No" al plebiscito cileno del 1988.

## Contesto

### Antefatti

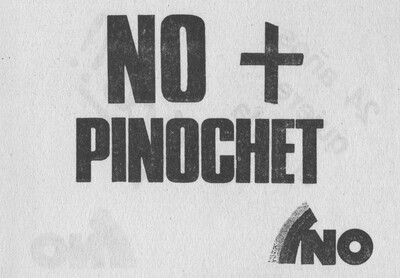
Slogan contro Pinochet per il referendum

Nel 1988 Augusto Pinochet è dittatore del Cile già da 15 anni, ma di fronte a pressioni internazionali si vede costretto a richiedere un referendum sulla sua presidenza. I leader dell'opposizione convincono il dirigente pubblicitario Eugenio García a guidare la loro campagna. García e il suo team elaborano un piano creativo e audace per promuovere la sconfitta del dittatore alle votazioni plebiscitarie e così obbligare il militare a cedere il potere e liberare il paese dall'oppressione.

### Lo spot
Per affrontare la campagna del Sì già intrapresa dal regime, il messaggio dello spot doveva essere conciso ed efficace, per non rubare tempo ai 15 minuti giornalieri notturni concessi dal regime al notiziario dell'opposizione. Si voleva evitare lo stile documentaristico limitato ad un elenco degli abusi del dittatore, tra cui torture e sparizioni di detenuti (i "desaparecidos"), piuttosto si voleva trasmettere il messaggio fondato sulla felicità che l'oppresso popolo cileno avrebbe trovato solo votando No, allontanando Pinochet. Il regista scelse perciò dei momenti di vita quotidiana, di divertimento e di allegria, e il titolo L'allegria che viene.

### Conseguenze
Lo spot diede un contributo decisivo alla lotta per portare le persone al voto e superare la paura di schierarsi contro il regime, benché gli stessi autori fossero stati maltrattati e violentati durante la campagna. Il "No" vinse con il 55,99% dei voti, ponendo fine ai 15 anni di dittatura cominciati nel 1973, quando il governo di Salvador Allende venne rovesciato con la forza da un golpe militare.

## Filmografia
- No - I giorni dell'arcobaleno (No), regia di Pablo Larraín (2012)